# 오폴레
오폴레(폴란드어: Opole, 독일어: Oppeln 오펠른[*])는 폴란드 남부에 위치한 도시로 오폴레주의 주도이자 오폴레 주의 경제적, 문화적 중심지이다. 오데르강과 접한 하항 도시이며 상(上)실레시아 공업 지대에 속하는 도시 가운데 한 곳이기도 하다. 브로츠와프, 카토비체, 크라쿠프, 바르샤바를 연결하는 철도가 지나간다.
9세기에 도시가 형성되었으며 992년에는 미에슈코 1세에 의해 정복되었다. 1172년에는 폴란드에서 독립된 오폴레 공국의 수도가 되었고 1217년에는 마그데부르크법에 따라 도시 지위를 부여받았다. 1327년에는 신성 로마 제국의 지배를 받고 있던 보헤미아에 편입되었다.
1532년부터 합스부르크가의 지배를 받게 되면서 독일인, 체코인, 유대인이 거주하기 시작했다. 1668년에는 마지막 오폴레 공작을 역임하고 있던 폴란드의 얀 2세 카지미에시 바사 국왕이 퇴위하면서 오폴레는 합스부르크가의 직할 통치령이 되었다. 1742년부터는 프로이센의 지배를 받았다. 1945년 제2차 세계 대전의 종전과 함께 폴란드에 편입되었다.

## 인구
| 연도   | 인구    | ±%     |
| ------ | ------- | ------ |
| 1950   | 38,464  | —      |
| 1960   | 63,500  | +65.1% |
| 1970   | 86,900  | +36.9% |
| 1980   | 116,669 | +34.3% |
| 1990   | 128,429 | +10.1% |
| 2000   | 130,427 | +1.6%  |
| 2010   | 125,710 | −3.6%  |
| 2020   | 127,839 | +1.7%  |
| source |         |        |

## 기후
| Opole의 기후                                         | Opole의 기후  | Opole의 기후 | Opole의 기후 | Opole의 기후 | Opole의 기후 | Opole의 기후 | Opole의 기후 | Opole의 기후 | Opole의 기후 | Opole의 기후 | Opole의 기후 | Opole의 기후 | Opole의 기후  |
| 월                                                   | 1월           | 2월          | 3월          | 4월          | 5월          | 6월          | 7월          | 8월          | 9월          | 10월         | 11월         | 12월         | 연간          |
| ---------------------------------------------------- | ------------- | ------------ | ------------ | ------------ | ------------ | ------------ | ------------ | ------------ | ------------ | ------------ | ------------ | ------------ | ------------- |
| 역대 최고 기온 °C (°F)                               | 15.8 (60.4)   | 19.3 (66.7)  | 25.0 (77.0)  | 28.2 (82.8)  | 32.6 (90.7)  | 35.5 (95.9)  | 38.0 (100.4) | 39.0 (102.2) | 35.4 (95.7)  | 26.2 (79.2)  | 21.9 (71.4)  | 16.1 (61.0)  | 39.0 (102.2)  |
| 일평균 최고 기온 °C (°F)                             | 1.9 (35.4)    | 3.7 (38.7)   | 8.4 (47.1)   | 15.7 (60.3)  | 20.0 (68.0)  | 23.1 (73.6)  | 25.6 (78.1)  | 24.7 (76.5)  | 19.9 (67.8)  | 14.0 (57.2)  | 8.5 (47.3)   | 2.8 (37.0)   | 14.0 (57.2)   |
| 일일 평균 기온 °C (°F)                               | −0.5 (31.1)   | 0.6 (33.1)   | 4.2 (39.6)   | 10.1 (50.2)  | 14.4 (57.9)  | 17.7 (63.9)  | 19.9 (67.8)  | 19.1 (66.4)  | 14.8 (58.6)  | 10.0 (50.0)  | 5.6 (42.1)   | 0.6 (33.1)   | 9.7 (49.5)    |
| 일평균 최저 기온 °C (°F)                             | −2.9 (26.8)   | −2.3 (27.9)  | 0.0 (32.0)   | 4.4 (39.9)   | 8.9 (48.0)   | 12.3 (54.1)  | 14.4 (57.9)  | 13.5 (56.3)  | 9.5 (49.1)   | 5.9 (42.6)   | 2.8 (37.0)   | −1.6 (29.1)  | 5.4 (41.7)    |
| 역대 최저 기온 °C (°F)                               | −25.2 (−13.4) | −22.9 (−9.2) | −15.6 (3.9)  | −6.8 (19.8)  | −4.4 (24.1)  | 1.8 (35.2)   | 5.0 (41.0)   | 1.0 (33.8)   | −1.5 (29.3)  | −6.7 (19.9)  | −12.9 (8.8)  | −22.5 (−8.5) | −25.2 (−13.4) |
| 평균 강수량 mm (인치)                                | 34 (1.3)      | 29 (1.1)     | 32 (1.3)     | 29 (1.1)     | 59 (2.3)     | 66 (2.6)     | 73 (2.9)     | 46 (1.8)     | 47 (1.9)     | 29 (1.1)     | 31 (1.2)     | 34 (1.3)     | 494 (19.4)    |
| 평균 강수일수                                        | 16            | 13           | 14           | 11           | 13           | 12           | 13           | 9            | 11           | 11           | 13           | 15           | 151           |
| 평균 상대 습도 (%)                                   | 83            | 81           | 76           | 71           | 72           | 73           | 72           | 74           | 78           | 79           | 83           | 84           | 77            |
| 평균 월간 일조시간                                   | 48            | 70           | 127          | 191          | 225          | 224          | 238          | 221          | 151          | 108          | 56           | 41           | 1,698         |
| 출처 1:                                              |               |              |              |              |              |              |              |              |              |              |              |              |               |
| 출처 2: http://climatebase.ru/station/12530/?lang=en |               |              |              |              |              |              |              |              |              |              |              |              |               |

## 출신 인물
- 미로슬라프 클로제

## 사진

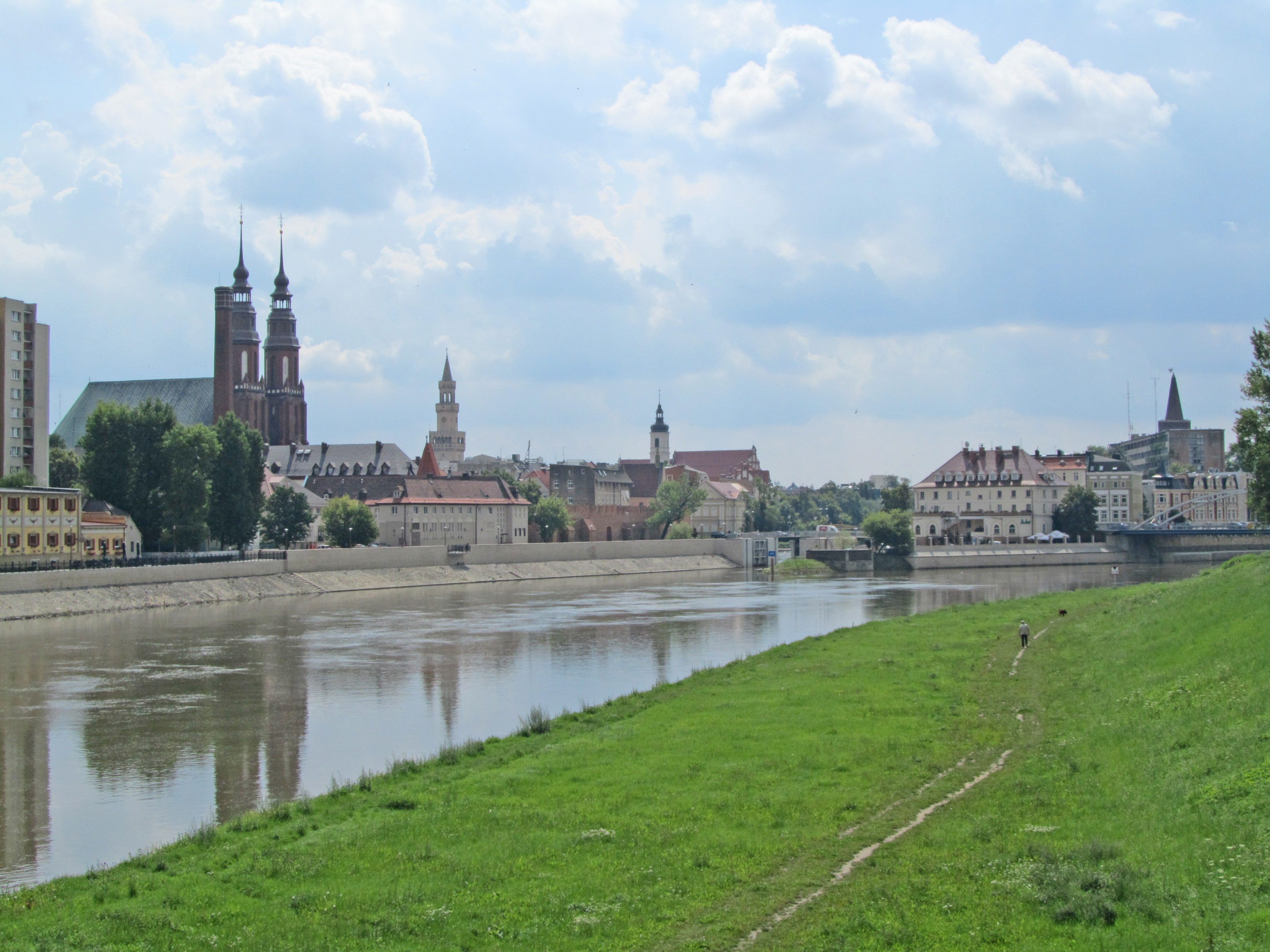
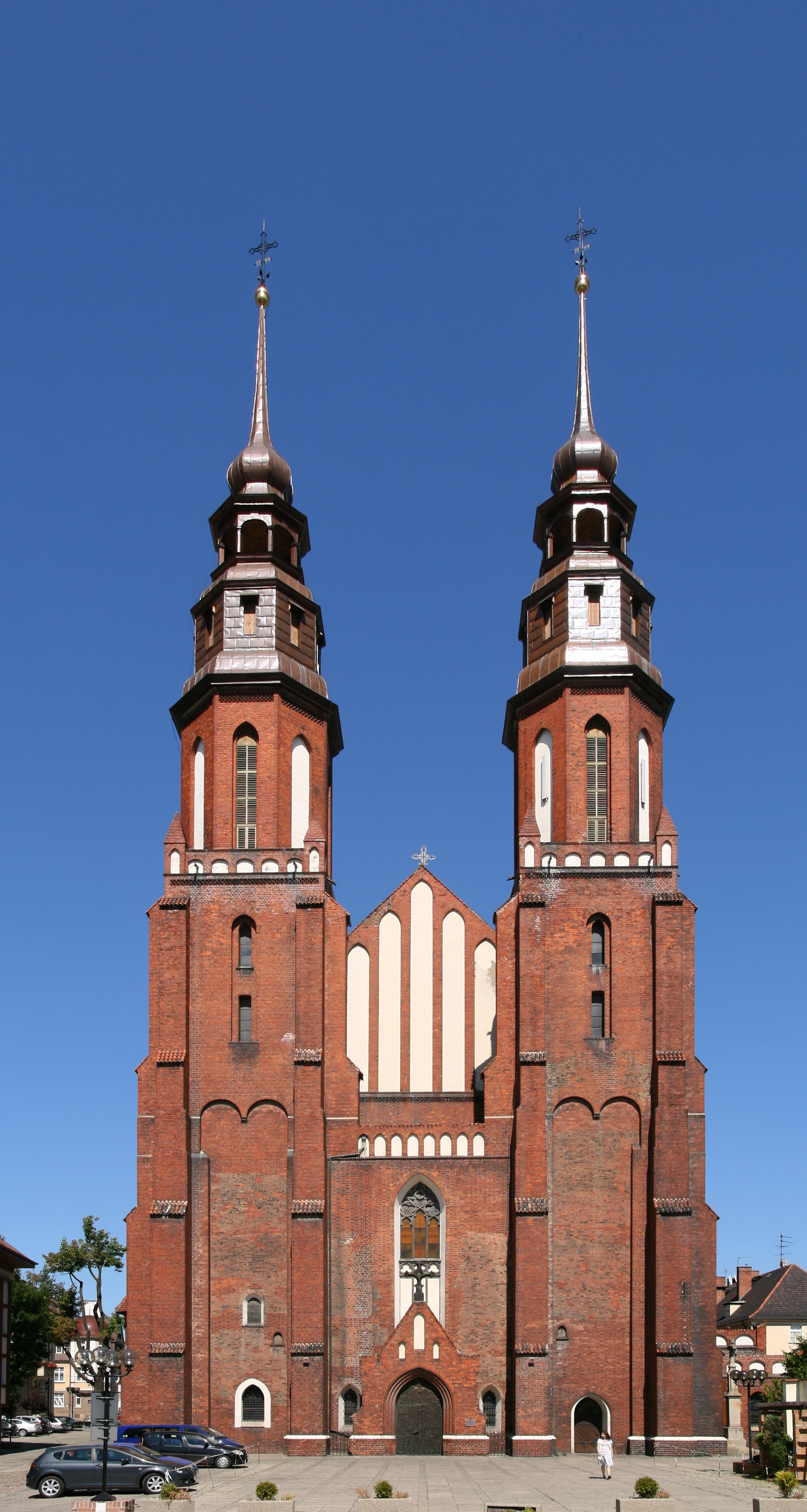
오폴레 성당
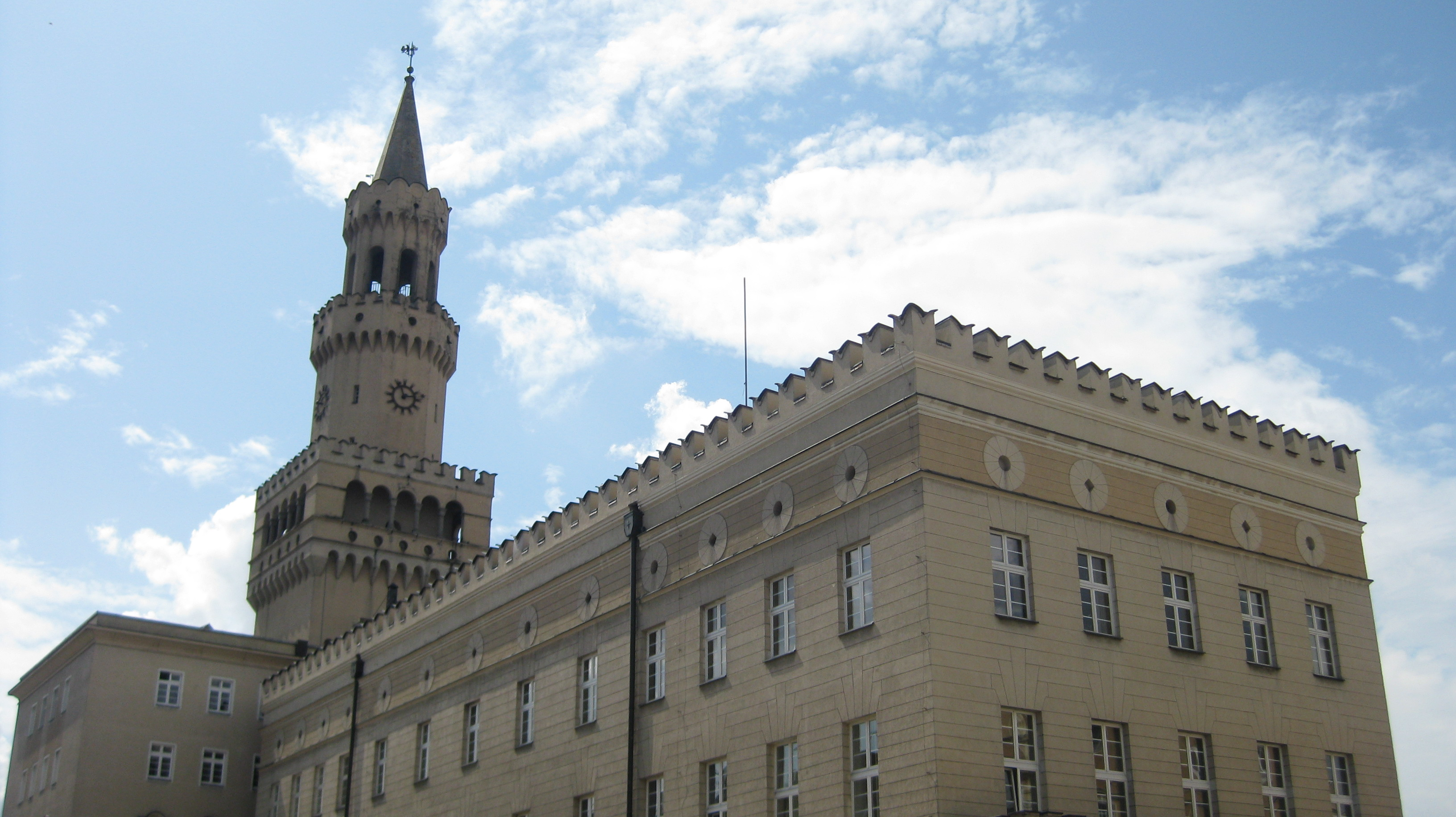
시청사
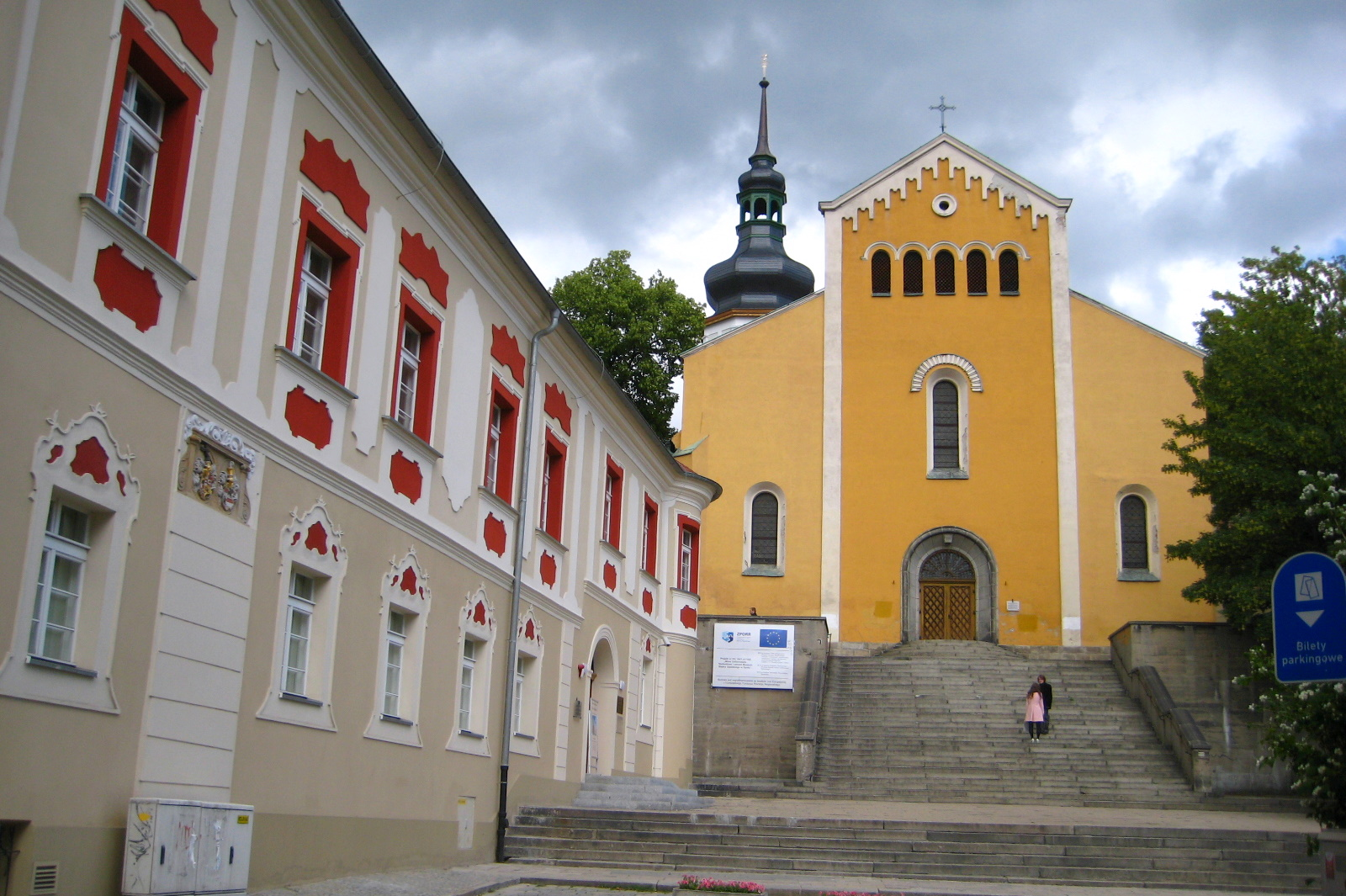
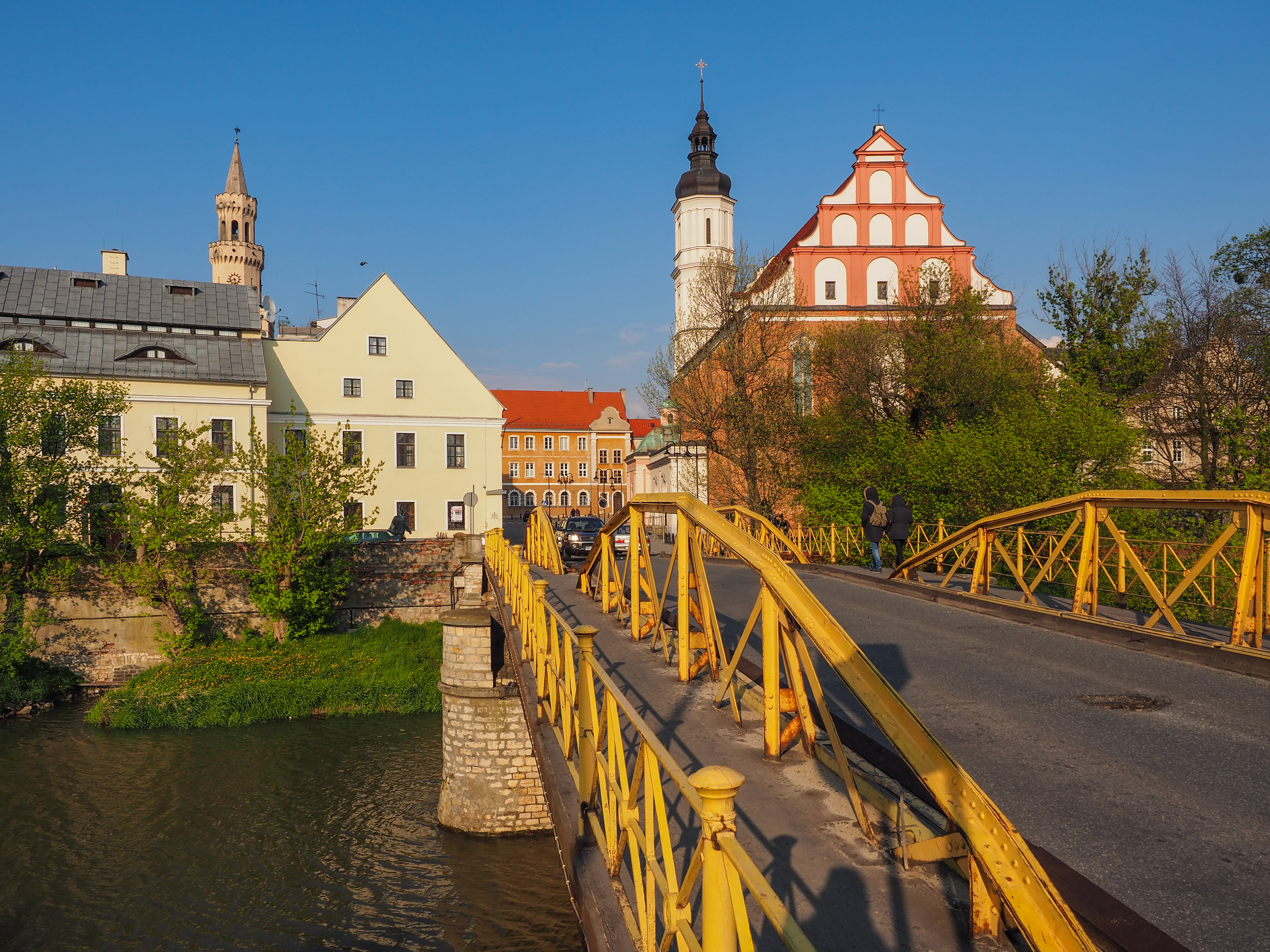
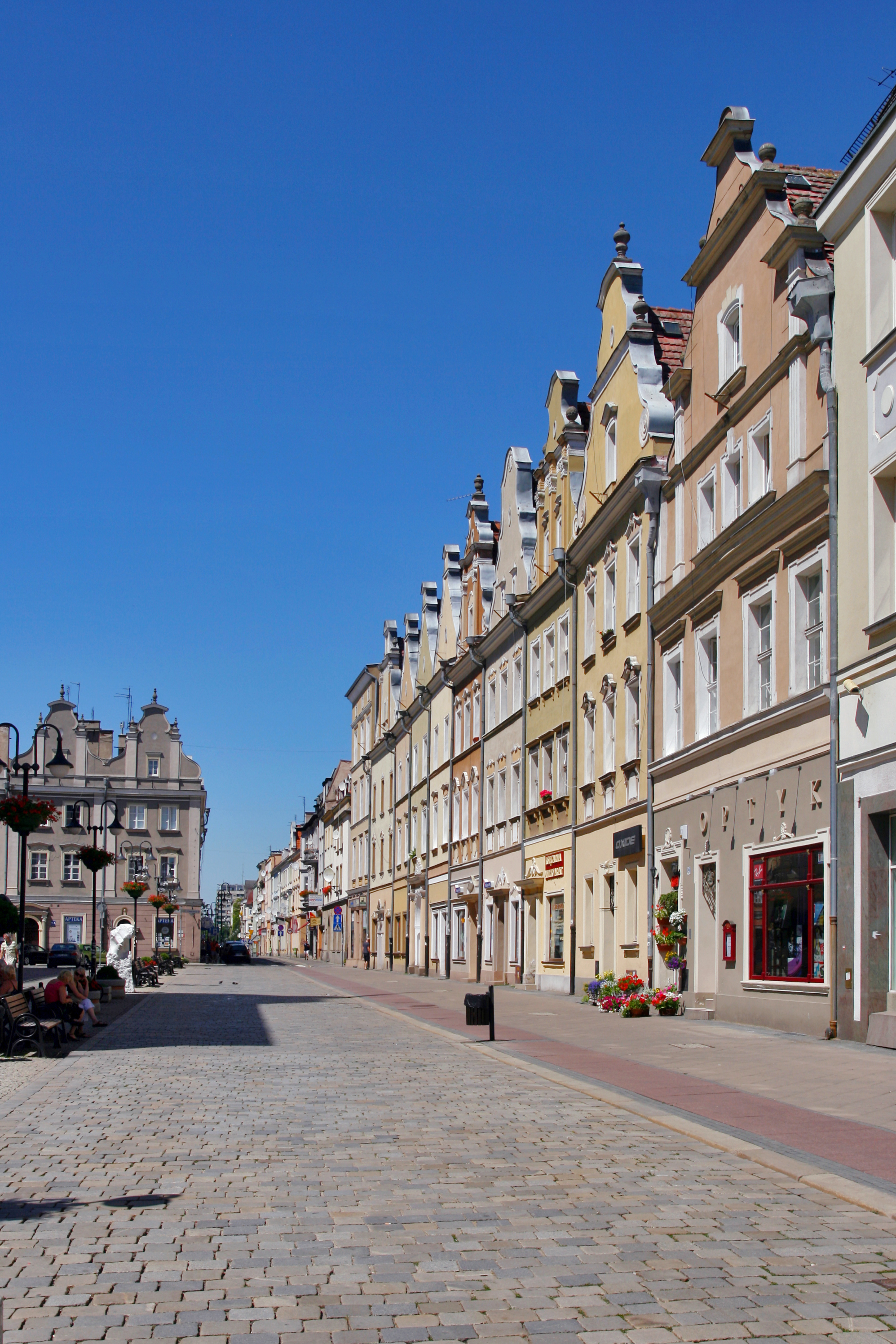
시장